# Baixa-Chiado (stație de metrou din Lisabona)
Baixa-Chiado este o stație care asigură corespondența între Linia albastră și cea verde a metroului din Lisabona, fiind situată sub strada Rua Ivens, între cartierele Baixa și Chiado, de unde și numele ei. 

## Istoric
Stația a fost deschisă pe 25 aprilie 1998, cu trenuri pe Linia verde. Peroanele Liniei albastre au fost inaugurate pe 8 august 1998. Stația a fost executată după un proiect al arhitectului Álvaro Siza Vieira, laureat al Premiului Pritzker.
Pe 9 septembrie 2011, stația a fost redenumită oficial Baixa-Chiado PT Blue Station, în urma unui contract de sponsorizare cu Portugal Telecom. Sponsorizarea a încetat în 2015, iar numele a redevenit „Baixa-Chiado”. Construită la aproximativ 45 de metri sub nivelul străzii, stația Baixa-Chiado este cea mai adâncă din întreaga rețea a metroului din Lisabona. Pe lângă cartierele Baixa Pombalina și Chiado, stația permite accesul către obiective importante precum Ascensorul Santa Justa, Mănăstirea carmelitelor, Teatrul Trindade, Teatrul Național São Carlos și Teatrul Municipal São Luiz.
Deși încă din 1998 au fost instalate lifturi între peroane și nivelul intermediar, în structura stației n-au fost încorporate lifturi și între nivelul intermediar și suprafață. Pentru a reduce din dificultățile tehnice și costurile inerente unei astfel de investiții, compania Metroul din Lisabona a optat pentru instalarea unei simple scări rulante, evaluată la 29.541 de euro. Acest echipament, care asigură legătura între nivelul intermediar și suprafață, a intrat în exploatare în septembrie 2015.

## Legături

### Autobuze orășenești

#### Carris
- 28E Martim Moniz ⇄ Campo de Ourique (Prazeres)
- 202 Cais do Sodré ⇄ Bairro Padre Cruz (dimineața)
- 711 Terreiro do Paço ⇄ Alto da Damaia
- 736 Cais do Sodré ⇄ Odivelas (Bairro Dr. Lima Pimentel)
- 758 Cais do Sodré ⇄ Portas de Benfica[8]